# Elif (nombre)
Elif es un nombre propio femenino que se da comúnmente a las mujeres en Turquía, aunque también es popular en otros países como los Países Bajos. En Grecia se asocia con el nombre Nefeli. Tiene su origen en la palabra turca para la primera letra del alfabeto turco otomano. Al igual que la forma de la letra, se considera que significa "delgado o vertical".

## Personas
Entre las personas turcas destacadas con este nombre se incluyen:
- Begünhan Elif Ünsal (1993), arquera turca
- Elif Ağca Yarar (1984), jugadora de voleibol turca retirada
- Elif Sıla Aydın (1996), jugadora de balonmano turca
- Elif Batuman (1977), autora, académica y periodista estadounidense
- Elif Bayram (2001), jugadora de baloncesto turca
- Elif Beyza Aşık (1994), tirador deportivo turco
- Elif Demirezer (1992), cantante y compositora pop germano-turca
- Elif Deniz (1993), futbolista turca
- İlayda Elif Elhih, actriz turca
- Elif Elmas (1999), futbolista macedonio de Macedonia del Norte
- Elif Gülbayrak (1988), jugadora de voleibol turca
- Elif Keskin (2002), futbolista turca
- Elif Kızılkaya (1991), rizadora
- Elif Köroğlu, árbitro de fútbol turco
- Elif Shafak (1971), escritora y activista turco-británica
- Elif Şahin (2001), jugadora de voleibol turca
- Elif Jale Yeşilırmak (1986), luchadora turca de origen ruso
- Elif Yıldırım (1990), corredora de media distancia turca.